# Павлик — мой Бог
«Павлик — мой Бог» — спектакль по одноимённой пьесе Нины Беленицкой, опубликованной в журнале «Искусство кино», 2007, № 3. Поставлен объединёнными усилиями Театра им. Йозефа Бойса, Документального Дома «Первое Кино», Театра. DOC и Актового зала ПRОЕКТа_FАБRИКА при поддержке АНО «Единство журналистики и культуры», фонда Форда и компании «NEC Display Solutions».

## Сюжет
Современная девочка Таня мечтает отомстить собственному отцу за то, что он её бросил и уже много лет отказывается общаться. Она считает своим богом Павлика Морозова — советского пионера-героя 30-х гг., который донес на родного отца, узнав, что тот торгует фальшивыми документами. Тане известно о левых доходах своего родителя, и она готова написать на него донос в силовые структуры СССР.
Павлик является к Тане и забирает к себе на родину — в далекую таежную деревню Герасимовку. Вся Танина идеология рушится: Павлик рассказывает ей о том, что никогда не доносил на отца, о своей смерти от руки родного деда и о фальшивых документах, на которых выросла официальная советская легенда о пионере-герое. Но в одном Таня оказывается права: Павлик действительно «бог»: со своими заветными желаниями к нему обращаются и дети, и взрослые из окрестных деревень и городов, столбики его могилы полны записок с мольбами просьбами.
Всё, что остается Тане — это загадать своё желание…

### Об авторе
Окончила журфак МГУ. Работала корреспондентом на телевидении, снимала репортажи за Полярным кругом, на Урале, в Алтае, в Сибири. В данный момент учится во ВГИКе на сценарном факультете (мастерская Р. Ибрагимбекова). Лауреат драматургических и сценарных конкурсов, в том числе обладатель специальной премии молодёжного жюри Всероссийского драматургического конкурса «Действующие лица».
В данный момент учится во ВГИКе на сценарном факультете (мастерская Р. Ибрагимбекова).
Лауреат драматургических и сценарных конкурсов, в том числе обладатель специальной премии молодёжного жюри Всероссийского драматургического конкурса «Действующие лица».
Среди постановок спектакли «Переход», режиссёр Владимир Панков, «03», режиссёр Елена Рейсс, Центр драматургии и режиссуры п/р А. Казанцева и М. Рощина, «Демократия.doc» и «Общество анонимных художников», режиссёр Георг Жено (Театр.doc совместно с Театром им. Йозефа Бойса).

## История создания пьесы
Драматург Нина Беленицкая описала в пьесе глубоко личную историю: детское желание отомстить бросившему её отцу вылилось в то, что она решила расквитаться с ним по рецепту Павлика Морозова.
Н. Беленицкая: «Павлик сделал то, о чем я только мечтала — отомстил, дав показания в суде о том, что его отец, находясь на государственной службе, берет взятки. Как и мой, отец Павлика ушел из семьи, оставив жену и детей без какой бы то ни было помощи».
Правда, вместо доноса драматург написала пьесу, где главной темой оказывается безответная любовь дочери к собственному отцу.

## Создатели спектакля
- Театр им. Йозефа Бойса
- Документальный Дом «Первое Кино»
- Актовый Зал ПRОЕКТа_FАБRИКА
- Театр.doc
- Гоголь-центр

## Слоганы
«Сдай папу — помоги родине!»
«Вместо доноса драматург написала пьесу»

## История создания спектакля
Евгений Григорьев и Нина Беленицкая познакомились в 2006 году на режиссёрско-драматургической лаборатории в Ясной Поляне. Поначалу режиссёр не поверил, что москвичка может написать пьесу о Павлике Морозове. 
Взаимопонимание было достигнуто, когда драматург убедила режиссёра-документалиста, что пьеса будет основана на реальных событиях: истории Павлика, подтверждённой документами, и автобиографии самого драматурга. 
В тот день, когда режиссёр и драматург приехали в Герасимовку (400 км от Екатеринбурга, 40 км от ближайшего райцентра), был день памяти Павлика Морозова: мальчик был убит 3 сентября 1932 года. 

## О режиссёре
Евгений Григорьев. Член Союза кинематографистов России, а также Гильдии неигрового кино и телевидения.
Родился в 1979 году в городе Тавда Свердловской области. В 15 лет начал работать корреспондентом на Тавдинском ТВ. Через несколько лет переехал в Екатеринбург и стал корреспондентом телекомпании «4 канал». За год до окончания журфака УрГУ уехал в Москву и поступил на режиссёрский факультет ВГИКа (мастерская неигрового фильма В. Мана).
Все документальные фильмы Григорьева участвовали в российских и международных кинофестивалях и обладают множеством наград, среди которых приз кинофестиваля «Кинотавр» в Сочи «За лучший документальный фильм» (2002), Приз за лучший документальный фильм, II МКФ «Начало» (Санкт-Петербург, 2003), Гран-при МКФ ВГИК (Москва, 2004).
Спектакль «Павлик — мой бог» — театральный дебют режиссёра-документалиста Евгения Григорьева.

## Документ и театр
Авторы проекта задумали создать на сцене иллюзию присутствия на месте реальных событий жизни и смерти Павлика Морозова. Уникальный хроника 30-х годов прошлого века, архивный материал по делу П. Морозова и специально снятые с помощью шестикамерной конструкции УШП-5000 (главные разработчики — А. Баклаков и В. Тупчий) кадры современной Герасимовки проецируются на панорамные кино-декорации, создавая тем самым своего рода «виртуальную» реальность спектакля.
Это не первый опыт использования видео-материала в театре, в том числе документального. Впервые в Европе принципы документализма были использованы в театральном представлении Эрвином Пискатором (Театр «Фольксбюне», Германия). Он включал в сценическое действие показ кинофильмов и кинохроники, таким образом, соединяя вымышленные события на сцене с исторически подлинными. При этом некоторые кадры снимались специально для спектаклей.

### Образ Павлика
Павлик на сцене — это оживший памятник, выбеленная фигура в застывшем на ветру красном пионерском галстуке. Создатели образа — дизайнер одежды Анна Селянина и художник по бодиарту Елена Демидова.

## Актёры
- Донатас Грудович («Все умрут, а я останусь», «Розыгрыш»)
- Мария Костикова
- Игорь Бычков («Гоголь-центр»)
- Настя Пронина
- Александра Ревенко («Гоголь-центр»)

## Публикации о спектакле в прессе
- «Русский Репортер», № 40 (119)[2]
- «Московский Комсомолец»[3]
- Е1 — портал Екатеринбург Онлайн[4]

## Сюжеты о премьере спектакля на ТВ
- сюжет на ТК «Культура»[5]